# (1084) Tamariwa
(1084) Tamariwa est un astéroïde de la ceinture principale découvert le 12 février 1926 par l'astronome russo-soviétique Sergueï Beljawsky à l'Observatoire de Simeiz situé sur la presqu'île de Crimée, en Ukraine. Sa désignation provisoire était 1926 CC. Il tire son nom de Tamara Ivanova, une parachutiste soviétique du début du XXe siècle (1912-1936).